# Pagoda Shwesandaw (Bagan)
Pagoda Švesando (Shwesandaw) (burmansko ရွှေ ဆံ တော် ဘုရား, izgovarjava: [wèsʰàɴdɔ̀ pʰəjá]) je budistični tempelj v Baganu v Mjanmarju. Ima pet teras, na zadnji stoji valjasta stupa, ki ima pozlačen dežnik (hti). Pagodo je zgradil kralj Anavrata leta 1057. Terakotne ploščice so prikazovale prizore iz džatake. Relikvije v pagodi so sveti lasje Gautame Bude, ki so jih prinesli iz Thatona (mesto v državi Mon, južni Mjanmar).
Pagoda je bila znana tudi kot Ganeša ali Mahapeine, po slonovih glavah hindujskega boga, katerega podobe so nekoč stale na vogalih petih zaporednih teras.

## Opis
Pagoda ima kvadraten tloris, sestavljena je iz petih teras, zgrajenih iz opeke, na katerih je na dveh osmerokotnih podlagah okrogla zvonasta stupa z dežnikom na vrhu.
Pet teras je bilo včasih opremljenih s terakotnimi ploščami, na katerih so bile zgodbe iz džatake, sledovi pa so bili na žalost prekriti ob poznejših obsežnih prenovah.
To je bil prvi spomenik v Baganu, ki ima stopnišče, ki vodijo od tal do kvadratnih teras in okrogle osnove pagode same. Izvirni  hti, ki se je zrušil ob potresu leta 1975, je še vedno mogoče videti na tleh ob strani pagode. Nov je bil nameščen kmalu po potresu.
Na vseh štirih straneh so svetišča, v katerih so kamnite podobe Bude z jhana mudro (stanje močne koncentracije uma). So še iz časa kralja Anavrate. Podobe so iz trdega kamna. Na dlaneh in podplatih imajo vrezane cvetne liste lotosa. Pod kipi so kamnite plošče z utori za odtok vode, zato predpostavljajo, da so kipe polivali s sveto vodo.
V vzhodni nabožni dvorani pri pagodi Loka Nanda je kamnita podoba Bude, visoka 6 metrov, izklesana je iz enega kosa. Ta podoba je po slogu tako kot tista iz časa Anavrate. Dve podobi na zahodu pagode predstavljajo jhana mudro. Eno od dveh podob v vzhodnem svetišču so odkrili leta 1968 pod ruševinami. Prestavljena je bila v Arheološki muzej.
Med izkopom 1969 so štiri opečne podobe Bude, vsaka približno 10 metrov visoka, ki so sedele na hrbtni strani, izkopali s tal vzhodnega svetišča. To vzhodno svetišče je zdaj brez strehe. Tudi streha zahodnega svetišča se je porušila. Njeno kamnito podobo so preselili v bližnjo pagodo. Tukaj je še vedno velika kamnita plošča z utori. Ena bronasta podoba, ki so  jo prav tako odkrili v tem svetišču, ko so obnavljali njegove stene, je zdaj na ogled v Narodnem muzeju v Jangonu.
Pagoda ima pet teras. Na najvišji terasi se dviga zvonasta stupa. Na vseh štirih straneh ima stopnišče, ki vodi vse do pete terase. Na strani druge terase na zahodu je predor, ki so ga izkopali roparji, da so prišli do osrednje komore, v kateri so bile relikvije in zaklad. Do leta 1957 je imela celotna struktura te pagode svoj izvirni opečni videz brez ometa. V tistem letu je pagodo vodil menih Sajado U vajama, ki jo je prenovil in okrasil s štukaturo in celotno pagodo prebelil z apnom. Tako je zdaj videti današnja struktura. 
Med obnovo so v samostanu v bližini odkrili 50 bronastih kipov Bude, ki so razstavljeni v arheološkem muzeju.
Devet bronastih kipov Bude so odkrili po potresu 1975 in so jih preselili v Bagan v arheološki muzej. Kamniti kipi na vogalih teras so zdaj vsi poškodovani zaradi vandalizma. Polomljene dele hranijo v svetiščih. Za nekatere so ugotovili, da so Maha Peinhne, deve (Ganeša). Zato domačini imenujejo to pagodo Pagoda Maha Peinhne.
Na zahodu pagode je ogromen polležeč kip Bude, dolg 21 metrov, obrnjen proti jugu. Leži pokrit v posebni stavbi. Na stenah so izvirne dobro ohranjene baganske freske.